# Pięć skupisk
Pięć skupisk (skupisko; sanskryt: स्कन्ध skandha; pali khandha; tyb. ཕུང་པོ་ལྔ་, Wylie: phung po lnga; chiń. 蘊 yùn; – nagromadzenie; agregat) – skupiska (skandhy) w buddyzmie są zbiorami stosowanymi przez buddę w celu klasyfikowania wielu rozmaitych fizycznych i mentalnych zjawisk na poziomie pięciu psychofizycznych komponentów lub inaczej pięciu tzw. skupisk lgnięcia (pali pañcupadanakkandha), które tworzą każdą istotę w sansarze, tj. w świecie pożądania i formy (z wyjątkiem sfery bezkształtnej, która cechuje się występowaniem tylko czterech skupisk bez skupiska ciała).

## Opis pięciu skupisk
Wyróżnia się następujące rodzaje skupisk:
1. forma materialna (pali, sanskryt rūpa)
2. uczucia (pali, sanskryt vedanā)
3. percepcja (pali saññā, sanskryt saṁjñā)
4. formacje mentalne (pali sankhāra, sanskryt saṁskāra)
5. świadomość (pali viññāna, sanskryt vijñāna)

### Forma materialna
Rupa (inaczej zwana skandhą ciała) tworzona jest przez cztery główne elementy (stałość, ciekłość, ciepło i ruch) i 24 drugorzędne, spośród których pięć to zmysły: ciała (czyli dotyku), oka (wzroku), ucha (słuchu), nosa (zapachu) i języka (smaku), a kolejne pięć to przedmioty tych zmysłów. Kolejnych dwanaście to: kobiecość, męskość, fizyczna podstawa umysłu, ekspresja ciała, wyrażenia werbalne, żywotność fizyczna, element przestrzeni, zwinność fizyczna, elastyczność fizyczna, fizyczna zdolność do przystosowania, wzrost fizyczny, ciągłość fizyczna, rozkład, nietrwałość, pożywienie.

### Uczucia
Uczucia są przyjemne, nieprzyjemne i obojętne.

### Percepcja
Percepcja jest dostrzeganiem przedmiotów wzroku, dźwięków, zapachów, smaków, dotyku (wrażeń ciała) i zjawisk umysłu. W przypadku przedmiotów w przeszłości percepcja pełni funkcję pamięci.

### Formacje mentalne
Wyróżnia się pięćdziesiąt dwie formacje mentalne i obejmują one także dwa wcześniejsze skupiska: uczucia i percepcję, które zostały wyróżnione osobno dla podkreślenia ich wagi. Oprócz wymienionych dwóch wyróżnia się jedenaście ogólnych (powszechnych) elementów psychologicznych, dwadzieścia pięć wzniosłych (pali sobhana) cech, czternaście karmicznie szkodliwych cech (pali akusala).
Jedenaście powszechnych formacji mentalnych (aññasamāna) to:
(a) Pięć zawsze obecnych (sabbacitta) występujących w każdej świadomości:
1.Wrażenia świadomości (phassa), 2.Wola (cetanā), 3.(Mentalna) witalność (jīvita), 4.Jedno-upunktowienie (samādhi), 5.Uwaga (manasikāra)
(b) Sześć szczegółowych (pakinnakā) występujących nie w każdej świadomości:
1.Koncepcja myślowa (vitakka), 2.Dyskursywne myślenie (vicāra), 3.Determinacja (adhimokkha), 4.Wysiłek (viriya), 5.Entuzjazm (pīti), 6.Zamiar (chanda)
Dwadzieścia pięć wzniosłych, czystych (sobhana) formacji mentalnych:
(a) Dziewiętnaście głównych występujących w każdej wzniosłej świadomości:
1.Wiara/zaufanie (saddhā), 2.Uważność (sati), 3.Wstyd moralny (hiri), 4.Strach moralny (ottappa), 5.Szczodrość (alobha), 6.Brak nienawiści (adosa), 7.Równowaga (tatra-majjhattatā), 8.Uspokojenie czynników mentalnych (kāya-passaddhi), 9.Uspokojenie świadomości (citta-passaddhi), 10. Zwinność lub lekkość czynników mentalnych (kāya-lahutā), 11. Zwinność lub lekkość świadomości (citta-lahutā), 12. Elastyczność czynników mentalnych (kāya-mudutā), 13. Elastyczność świadomości (citta-mudutā), 14. Zdolność do przystosowania czynników mentalnych (kāya-kammaññatā), 15. Zdolność do przystosowania świadomości (citta-kammaññatā), 16. Sprawność czynników mentalnych (kāya-pāguññatā), 17. Sprawność świadomości (citta-pāguññatā), 18. Prawość czynników mentalnych (kāya’ujukatā), 19. Prawość świadomości (citta’ujukatā)
(b) Sześć drugorzędnych to:
Trzy rodzaje powstrzymania (viratiyo):
20.Właściwe działanie ciała (sammākammanto), 21. Właściwa mowa (sammāvācā), 22. Właściwe zarobkowanie (samma-ājīvo)
Dwa nieograniczone stany (appamaññā):
23. Współczucie (karunā), 24. Życzliwa radość (muditā)
Jedna zdolność mądrości (paññindriya), czyli 25. Brak złudzeń (amoha) = mądrość (paññā)
Czternaście szkodliwych formacji mentalnych (akusala)
(a) Cztery główne występujące w każdej szkodliwej świadomości:
1.Złudzenie (moha), 2.Brak moralnego wstydu (ahirika), 3.Brak moralnego strachu (anottappa), 4.Niepokój (uddhacca)
(b) Dziesięć drugorzędnych (nie w każdej szkodliwej świadomości):
Cztery zakorzenione w nienawiści: 1. Nienawiść (dosa), 2. Zazdrość (issā), 3. Skąpstwo (macchariya), 4. Zmartwienie (kukkucca)
Pozostałe: 5. Chciwość (lobha), 6.(Niewłaściwy) pogląd, wgląd (ditthi), 7. Duma, pycha (māna), 8. Lenistwo (thīna), 9. Ociężałość (middha), 10. Sceptycyzm (vicikicchā)

### Świadomość
Świadomość ogólnie to świadomości sześciu zmysłów: ciała, oka, ucha, nosa, języka i umysłu. W buddyzmie mahajany zalicza się tu także alajawidżnianę, czyli świadomość magazynującą, w której gromadzone i przechowywane są wszystkie przeszłe doświadczenia, które później stają się nasionami dla kolejnych późniejszych świadomości.

## Znaczenie terminu skupisk
Wszystkie skupiska (skandhy) stanowią podstawę dla wyobrażenia własnego ja (ego) jako indywidualnej i niezależnej (wrodzonej; takiej, która istnieje sama z siebie) tożsamości. W tym celu poprzez doświadczanie odrębnie istniejącego ciała (1 skandha ciała) powstają uczucia przyjemne, nieprzyjemne i obojętne (2 skandha uczuć). W wyniku owych uczuć powstaje uwarunkowana nimi indywidualna percepcja świata (3 skandha percepcji). Następnie odpowiednio do owej percepcji (wersji) świata tworzą się formacje mentalne (4 skandha formacji mentalnych), co wpływa na świadomość (5 skandha swiadomości), pozwalając na doświadczanie odpowiednio mniejszego bądź większego cierpienia (dukkha). Najbardziej subtelny poziom świadomości uwarunkowany niewiedzą jest tym, co przenosi się po śmierci pod wpływem wypracowanej karmy w celu następnego odrodzenia, a opisuje to dwanaście ogniw współzależnego powstawania.